# Gontrude
 (février 2012).
Si vous disposez d'ouvrages ou d'articles de référence ou si vous connaissez des sites web de qualité traitant du thème abordé ici, merci de compléter l'article en donnant les références utiles à sa vérifiabilité et en les liant à la section « Notes et références ».
Gontrude est une sainte martyre de l'ancien diocèse de Toul dans l'actuelle Lorraine. 

## Hagiographie
Cette sœur en religion d'Euchaire, Élophe et Libaire serait morte le 6 octobre 362 à la suite d'une persécution de l'empereur Julien. 
Gontrude a été inhumée dans une chapelle dédiée à saint Maurice à Hagnéville, près de Bulgnéville (Vosges). Elle est fêtée et hautement honoré sur son tombeau portant ses reliques dans une châsse en cuivre doré le 6 octobre.
Des reliques sainte Gontrude ont été placés aussi dans une châsse de l'ancienne église de Musson en Belgique, dans la province de Luxembourg, à deux lieues de Longwy.
Gontrude est un anthroponyme germanique assez commun à l'époque mérovingienne et carolingienne, qui provient du germain Gundtrudis, soit le composé de Trudis la fidélité, la vérité (anglo-saxon truth), la foi et de Gundi, la guerre, la succession des combats. Ce prénom de femme martyre exprime ici la persévérance ou la foi dans la guerre ou le combat, menant à des valeurs chrétiennes. 